# Adriano Panatta
Adriano Panatta, né le 9 juillet 1950 à Rome, est un ancien joueur de tennis professionnel italien.

## Biographie
La famille des Panatta est d'origine modeste mais le père d'Adriano, fan de tennis, était membre du tennis club des Parioli, l'un des plus chics de Rome. C'est là qu'Adriano apprend à jouer au tennis et se perfectionne jusqu'à devenir joueur professionnel.
Il se révèle aux yeux du public italien en 1970 en remportant les Championnats Italiens de tennis face à Nicola Pietrangeli. Il fait de même l'année suivante toujours face à Pietrangeli. Dès lors Panatta devient l'un des meilleurs joueurs mondiaux, remportant les internationaux de France de Roland Garros en 1976. Il est d'ailleurs célèbre pour être le seul joueur à y avoir battu Björn Borg (en 1973 et en 1976) qui s'y est imposé à 6 reprises en 8 participations.

## Style de jeu
Son jeu, très tactique, était fondé sur un grand service et un coup droit très puissant. De plus il n'hésitait pas à venir conclure ses points au filet avec d'impeccables volées de coup droit ou de revers. Il était certainement un des joueurs les plus charismatiques et les plus élégants de son époque.
Sa surface favorite était la terre battue, ce qui peut paraître étonnant vu le type de jeu qu'il proposait.

## Carrière internationale

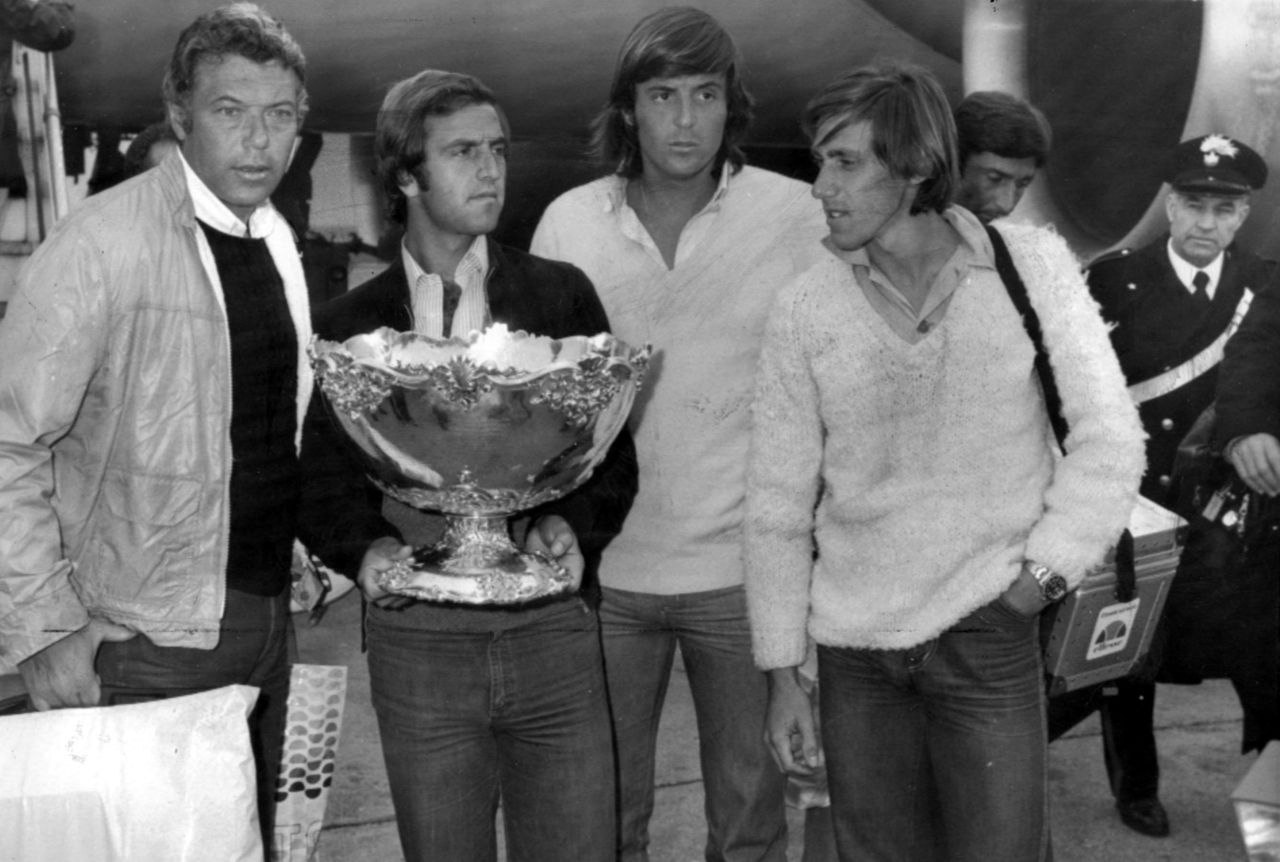
Adriano Panatta avec l'équipe de coupe Davis 1976 (de gauche à droite : Pietrangeli, Bertolucci, Panatta et Barazzutti).

1976 est sa grande année : Panatta remporte l'unique Coupe Davis de son pays jusqu'en 2023, puis le tournoi de Rome face à Guillermo Vilas après avoir sauvé 11 balles de match au premier tour contre Kim Warwick et les Internationaux de France de tennis, au premier tour il sauve une balle de match sur un plongeon à la volée contre Pavel Hutka. Toujours en 1976 il sauve 8 balles de matchs au premier tour du tournoi de Nice contre Jun Kuki. Il est connu pour être le seul joueur à avoir battu Björn Borg à Roland Garros (1/8 en 1973 et en 1/4 en 1976 lors de sa victoire) par ailleurs toujours couronné lors de ses 6 autres participations 1974, 1975, 1978, 1979, 1980, 1981 (forfait en 1977) ; Bjorn Borg mène 9 à 6 dans leurs affrontements et 7 à 5 sur terre battue, après 1976 Panatta ne l'a plus battu. À l'issue de Roland Garros, il atteint la quatrième place mondiale au classement ATP en simple, ce qui demeurera son meilleur classement. En 1977, 1979 et 1980, il atteint avec l'équipe d'Italie la finale de la Coupe Davis sans parvenir à reproduire l'exploit de 1976.
En double, Panatta est également l'un des meilleurs joueurs de son temps, remportant des titres prestigieux comme le Masters de Monte-Carlo en 1980, l'Open de Barcelone en 1979 ou encore l'Open de Kitzbühel en 1975.
Durant sa carrière, Adriano Panatta a remporté 10 titres majeurs en simple (en comptant Senigallia 1971), 17 en double, côtoyé les plus grands joueurs de l'époque ainsi que les plus hautes marches du classement mondial. Il demeure encore aujourd'hui, avec Nicola Pietrangeli, le meilleur joueur italien de tennis.

## Hommage
Le 7 mai 2015, en présence du président du Comité national olympique italien (CONI), Giovanni Malagò, a été inauguré  le Walk of Fame du sport italien dans le parc olympique du Foro Italico de Rome, le long de Viale delle Olimpiadi. 100 tuiles rapportent chronologiquement les noms des athlètes les plus représentatifs de l'histoire du sport italien. Sur chaque tuile figure le nom du sportif, le sport dans lequel il s'est distingué et le symbole du CONI. L'une de ces tuiles lui est dédiée .

## Palmarès

### Titres en simple (10)
| No | Date       | Nom et lieu du tournoi                      | Catégorie           | Dotation  | Surface      | Finaliste        | Score              |          |
| -- | ---------- | ------------------------------------------- | ------------------- | --------- | ------------ | ---------------- | ------------------ | -------- |
| 1  | 02-08-1971 | Tournoi de tennis de Senigallia, Senigallia |                     | NC $      | Terre (ext.) | Martin Mulligan  | 6-3, 7-5, 6-1      |          |
| 2  | 07-05-1973 | Rothmans British Hard Court, Bournemouth    | Grand Prix          | NC $      | Terre (ext.) | Ilie Năstase     | 6-8, 7-5, 6-3      |          |
| 3  | 13-05-1974 | Tournoi de tennis de Florence, Florence     |                     | NC $      | Terre (ext.) | Paolo Bertolucci | 6-3, 6-1           |          |
| 4  | 14-07-1975 | Head Cup, Kitzbühel                         |                     | NC $      | Terre (ext.) | Jan Kodeš        | 2-6, 6-2, 7-5, 6-4 |          |
| 5  | 03-11-1975 | Stockholm Open, Stockholm                   | Championship Series | NC $      | Dur (int.)   | Jimmy Connors    | 4-6, 6-3, 7-5      |          |
| 6  | 24-05-1976 | Italian Open, Rome                          | Championship Series | 131 500 $ | Terre (ext.) | Guillermo Vilas  | 2-6, 7-6, 6-2, 7-6 |          |
| 7  | 31-05-1976 | Roland-Garros, Paris                        | G. Chelem           | NC $      | Terre (ext.) | Harold Solomon   | 6-1, 6-4, 4-6, 7-6 | Parcours |
| 8  | 11-04-1977 | Tournoi de tennis de River Oaks, Houston    |                     | NC $      | NC           | Vitas Gerulaitis | 7-6, 6-7, 6-1      |          |
| 9  | 30-10-1978 | Tournoi de tennis du Japon, Tokyo           |                     | 125 000 $ | Terre (ext.) | Pat Dupré        | 6-3, 6-3           |          |
| 10 | 12-05-1980 | Tournoi de tennis de Florence, Florence     |                     | 50 000 $  | Terre (ext.) | Raúl Ramírez     | 6-2, 2-6, 6-4      |          |

### Finales en simple (16)
| No | Date       | Nom et lieu du tournoi                          | Catégorie           | Dotation  | Surface         | Vainqueur       | Score                     |  |
| -- | ---------- | ----------------------------------------------- | ------------------- | --------- | --------------- | --------------- | ------------------------- |  |
| 1  | 05-06-1972 | German International Championships, Hambourg    | GP World Series     | NC $      | Terre (ext.)    | Manuel Orantes  | 6-3, 9-8, 6-0             |  |
| 2  | 17-07-1972 | Suisse Open, Gstaad                             |                     | NC $      | Terre (ext.)    | Andrés Gimeno   | 7-5, 9-8, 6-4             |  |
| 3  | 26-03-1973 | Open de Valencia, Valence                       |                     | NC $      | Terre (ext.)    | Manuel Orantes  | 6-4, 6-4, 6-3             |  |
| 4  | 02-04-1973 | Tournoi de tennis de Barcelone, Barcelone       |                     | NC $      | Terre (ext.)    | Ilie Năstase    | 6-1, 3-6, 6-1, 6-2        |  |
| 5  | 15-04-1973 | Craven Nice, Nice                               | GP World Series     | NC $      | Terre (ext.)    | Manuel Orantes  | 7-6, 5-7, 4-6, 7-6, 12-10 |  |
| 6  | 23-04-1973 | Tournoi de tennis de Madrid, Madrid             |                     | NC $      | Terre (ext.)    | Ilie Năstase    | 6-3, 7-6, 5-7, 6-1        |  |
| 7  | 30-04-1973 | Tournoi de tennis de Florence, Florence         |                     | NC $      | Terre (ext.)    | Ilie Năstase    | 6-3, 3-6, 0-6, 7-6, 6-4   |  |
| 8  | 08-07-1974 | Swedish Open, Båstad                            |                     | NC $      | Terre (ext.)    | Björn Borg      | 6-3, 6-0, 6-7, 6-3        |  |
| 9  | 06-10-1975 | Tournoi de tennis de Madrid, Madrid             |                     | NC $      | Terre (ext.)    | Jan Kodeš       | 5-7, 2-6, 7-6, 6-2, 6-3   |  |
| 10 | 13-10-1975 | Tournoi de tennis de Barcelone, Barcelone       |                     | NC $      | Terre (ext.)    | Björn Borg      | 1-6, 7-6, 6-3, 6-2        |  |
| 11 | 10-11-1975 | Tournoi de tennis de Buenos Aires, Buenos Aires |                     | NC $      | Terre (ext.)    | Guillermo Vilas | 6-1, 6-4, 6-4             |  |
| 12 | 05-07-1976 | Suisse Open, Gstaad                             |                     | 75 000 $  | Terre (ext.)    | Raúl Ramírez    | 7-5, 6-7, 6-1, 6-3        |  |
| 13 | 22-05-1978 | Italian Open, Rome                              | Championship Series | 148 640 $ | Terre (ext.)    | Björn Borg      | 1-6, 6-3, 6-1, 4-6, 6-3   |  |
| 14 | 27-11-1978 | Tournoi de tennis de Bologne, Bologne           |                     | 50 000 $  | Moquette (int.) | Peter Fleming   | 6-2, 7-6                  |  |
| 15 | 22-09-1980 | Martini Open, Genève                            |                     | 75 000 $  | Terre (ext.)    | Balázs Taróczy  | 6-3, 6-2                  |  |
| 16 | 27-10-1980 | Open Crocodile, Paris                           | Grand Prix          | 50 000 $  | Moquette (int.) | Brian Gottfried | 4-6, 6-3, 6-1, 7-6        |  |

### Titres en double (17)
| No | Date       | Nom et lieu du tournoi                         | Catégorie           | Dotation  | Surface         | Partenaire         | Finalistes                            | Score         |  |
| -- | ---------- | ---------------------------------------------- | ------------------- | --------- | --------------- | ------------------ | ------------------------------------- | ------------- |  |
| 1  | 30-04-1973 | Tournoi de tennis de Florence Florence         |                     | NC $      | Terre (ext.)    | Paolo Bertolucci   | Juan Gisbert Ilie Năstase             | 6-3, 6-4      |  |
| 2  | 13-05-1974 | Tournoi de tennis de Florence Florence         |                     | NC $      | Terre (ext.)    | Paolo Bertolucci   | Róbert Machán Balázs Taróczy          | 6-3, 3-6, 6-4 |  |
| 3  | 08-07-1974 | Swedish Open Båstad                            |                     | NC $      | Terre (ext.)    | Paolo Bertolucci   | Ove Bengtson Björn Borg               | 6-3, 2-6, 6-3 |  |
| 4  | 03-02-1975 | Tournoi de tennis de Bologne Bologne           |                     | 60 000 $  | Moquette (int.) | Paolo Bertolucci   | Arthur Ashe Tom Okker                 | 6-3, 3-6, 6-3 |  |
| 5  | 04-03-1975 | Tournoi de tennis London Indoors Londres       |                     | 60 000 $  | Moquette (int.) | Paolo Bertolucci   | Jürgen Fassbender Hans-Jürgen Pohmann | 6-3, 6-4      |  |
| 6  | 14-07-1975 | Head Cup Kitzbühel                             |                     | NC $      | Terre (ext.)    | Paolo Bertolucci   | Patrice Dominguez François Jauffret   | 6-2, 6-2, 7-6 |  |
| 7  | 10-11-1975 | Tournoi de tennis de Buenos Aires Buenos Aires |                     | NC $      | Terre (ext.)    | Paolo Bertolucci   | Jürgen Fassbender Hans-Jürgen Pohmann | 7-6, 6-7, 6-4 |  |
| 8  | 14-03-1977 | Saint Louis WCT Classic St Louis               |                     | NC $      | NC              | Ilie Năstase       | Vijay Amritraj Dick Stockton          | 6-4, 3-6, 7-6 |  |
| 9  | 28-03-1977 | Tournoi de tennis London Indoors Londres       |                     | 50 000 $  | Moquette (int.) | Ilie Năstase       | Mark Cox Eddie Dibbs                  | 7-6, 6-7, 6-3 |  |
| 10 | 11-04-1977 | Tournoi de tennis de River Oaks Houston        |                     | NC $      | NC              | Ilie Năstase       | John Alexander Phil Dent              | 6-3, 6-4      |  |
| 11 | 22-05-1978 | Tournoi de tennis de Florence Florence         |                     | 50 000 $  | Terre (ext.)    | Corrado Barazzutti | Mark Edmondson John Marks             | 6-3, 6-7, 6-3 |  |
| 12 | 14-05-1979 | Tournoi de tennis de Florence Florence         |                     | 50 000 $  | Terre (ext.)    | Paolo Bertolucci   | Ivan Lendl Pavel Složil               | 6-4, 6-3      |  |
| 13 | 08-10-1979 | Trofeo Conde de Godó Barcelone                 |                     | 175 000 $ | Terre (ext.)    | Paolo Bertolucci   | Carlos Kirmayr Cássio Motta           | 6-4, 6-3      |  |
| 14 | 31-03-1980 | Tournoi de tennis de Monte-Carlo Monte-Carlo   | Championship Series | 175 000 $ | Terre (ext.)    | Paolo Bertolucci   | Vitas Gerulaitis John McEnroe         | 6-2, 5-7, 6-4 |  |
| 15 | 27-10-1980 | Open de Paris Paris                            | GP World Series     | 50 000 $  | Moquette (int.) | Paolo Bertolucci   | Brian Gottfried Raymond Moore         | 6-4, 6-4      |  |
| 16 | 16-03-1981 | Open de Lorraine Nancy                         |                     | 50 000 $  | Dur (int.)      | Ilie Năstase       | John Feaver Jiří Hřebec               | 6-4, 2-6, 6-4 |  |
| 17 | 10-05-1982 | Tournoi de tennis de Florence Florence         |                     | 75 000 $  | Terre (ext.)    | Paolo Bertolucci   | Sammy Giammalva Jr Tony Giammalva     | 7-6, 6-1      |  |

### Finales en double (11)
| No | Date       | Nom et lieu du tournoi                            | Catégorie       | Dotation  | Surface         | Vainqueurs                            | Partenaire         | Score              |  |
| -- | ---------- | ------------------------------------------------- | --------------- | --------- | --------------- | ------------------------------------- | ------------------ | ------------------ |  |
| 1  | 27-01-1975 | Tournoi de tennis de Richmond Richmond            |                 | 60 000 $  | Moquette (ext.) | Hans Kary Fred McNair                 | Paolo Bertolucci   | 7-6, 5-7, 7-6      |  |
| 2  | 17-02-1975 | Barcelona WCT Barcelone                           |                 | 60 000 $  | Terre (ext.)    | Arthur Ashe Tom Okker                 | Paolo Bertolucci   | 7-5, 6-1           |  |
| 3  | 19-04-1976 | Stockholm WCT Stockholm                           |                 | 60 000 $  | Moquette (int.) | Alex Metreveli Ilie Năstase           | Tom Okker          | 6-4, 7-5           |  |
| 4  | 05-07-1976 | Suisse Open Gstaad                                |                 | 75 000 $  | Terre (ext.)    | Jürgen Fassbender Hans-Jürgen Pohmann | Paolo Bertolucci   | 7-5, 6-3, 6-3      |  |
| 5  | 07-02-1977 | Mexico City WCT Mexico                            | GP World Series | 100 000 $ | Dur (ext.)      | Wojtek Fibak Tom Okker                | Ilie Năstase       | 6-2, 6-3           |  |
| 6  | 18-04-1977 | Charlotte WCT Charlotte (NC)                      |                 | 100 000 $ | Moquette (int.) | Tom Okker Ken Rosewall                | Corrado Barazzutti | 6-1, 3-6, 7-6      |  |
| 7  | 04-05-1977 | Masters Doubles WCT Kansas City                   |                 | 200 000 $ | Moquette (int.) | Vijay Amritraj Dick Stockton          | Vitas Gerulaitis   | 7-6, 7-6, 4-6, 6-3 |  |
| 8  | 23-04-1979 | Alan King/Caesars Palace Tennis Classic Las Vegas |                 | 300 000 $ | Dur (ext.)      | Marty Riessen Sherwood Stewart        | Raúl Ramírez       | 4-6, 6-4, 7-6      |  |
| 9  | 12-05-1980 | Tournoi de tennis de Florence Florence            |                 | 50 000 $  | Terre (ext.)    | Gene Mayer Raúl Ramírez               | Paolo Bertolucci   | 6-1, 6-4           |  |
| 10 | 11-05-1981 | Tournoi de tennis de Florence Florence            |                 | 50 000 $  | Terre (ext.)    | Raúl Ramírez Pavel Složil             | Paolo Bertolucci   | 6-3, 3-6, 6-3      |  |
| 11 | 10-09-1984 | Tournoi de tennis de Sicile Palerme               |                 | 100 000 $ | Terre (ext.)    | Tomáš Šmíd Blaine Willenborg          | Henrik Sundström   | 6-7, 6-3, 6-0      |  |

## Parcours dans les tournois duGrand Chelem

### En simple
| Année | Open d'Australie | Open d'Australie | Internationaux de France | Internationaux de France | Wimbledon       | Wimbledon   | US Open         | US Open     | Open d'Australie | Open d'Australie |
| ----- | ---------------- | ---------------- | ------------------------ | ------------------------ | --------------- | ----------- | --------------- | ----------- | ---------------- | ---------------- |
| 1969  | 1er tour (1/32)  | T. Addison       | 1er tour (1/64)          | H.-J. Pohmann            | —               | —           | —               | —           | n.o.             | n.o.             |
| 1970  | —                | —                | 1/8 de finale            | F. Jauffret              | 1er tour (1/64) | O. Davidson | —               | —           | n.o.             | n.o.             |
| 1971  | —                | —                | 3e tour (1/16)           | P. Dominguez             | 3e tour (1/16)  | C. Richey   | —               | —           | n.o.             | n.o.             |
| 1972  | —                | —                | 1/4 de finale            | A. Metreveli             | 3e tour (1/16)  | J. Connors  | 1er tour (1/64) | C. Graebner | n.o.             | n.o.             |
| 1973  | —                | —                | 1/2 finale               | N. Pilić                 | —               | —           | 3e tour (1/16)  | A. Stone    | n.o.             | n.o.             |
| 1974  | —                | —                | 2e tour (1/32)           | H.-J. Pohmann            | 3e tour (1/16)  | J. Connors  | —               | —           | n.o.             | n.o.             |
| 1975  | —                | —                | 1/2 finale               | B. Borg                  | 3e tour (1/16)  | R. Ramírez  | —               | —           | n.o.             | n.o.             |
| 1976  | —                | —                | Victoire                 | H. Solomon               | 3e tour (1/16)  | C. Pasarell | 2e tour (1/32)  | B. Scanlon  | n.o.             | n.o.             |
| 1977  | —                | —                | 1/4 de finale            | R. Ramírez               | 2e tour (1/32)  | S. Mayer    | 3e tour (1/16)  | D. Stockton | —                | —                |
| 1978  | n.o.             | n.o.             | 2e tour (1/32)           | J. Borowiak              | —               | —           | 1/8 de finale   | J. Connors  | —                | —                |
| 1979  | n.o.             | n.o.             | 3e tour (1/16)           | E. Teltscher             | 1/4 de finale   | P. Dupré    | 1er tour (1/64) | K. Curren   | —                | —                |
| 1980  | n.o.             | n.o.             | 1er tour (1/64)          | J. Connors               | 3e tour (1/16)  | G. Mayer    | —               | —           | —                | —                |
| 1981  | n.o.             | n.o.             | 2e tour (1/32)           | T. Tulasne               | —               | —           | 3e tour (1/16)  | G. Vilas    | —                | —                |
| 1982  | n.o.             | n.o.             | 2e tour (1/32)           | W. Fibak                 | —               | —           | —               | —           | —                | —                |

N.B. : à droite du résultat se trouve le nom de l'ultime adversaire.

### En double
| Année | Open d'Australie                                                              | Open d'Australie                                                                     | Internationaux de France                                                            | Internationaux de France                                                         | Wimbledon | Wimbledon                                                                             | US Open                                                                       | US Open | Open d'Australie | Open d'Australie |
| ----- | ----------------------------------------------------------------------------- | ------------------------------------------------------------------------------------ | ----------------------------------------------------------------------------------- | -------------------------------------------------------------------------------- | --------- | ------------------------------------------------------------------------------------- | ----------------------------------------------------------------------------- | ------- | ---------------- | ---------------- |
| 1969  | 1/8 de finale Di Domenico \|\| style="text-align:left;" \| D. Crealy A. Stone | 1er tour (1/64) Di Domenico \|\| style="text-align:left;" \| Carmichael I. El Shafei | —                                                                                   | —                                                                                | —         | —                                                                                     | n.o.                                                                          | n.o.    |                  |                  |
| 1970  | —                                                                             | —                                                                                    | 2e tour (1/32) P. Marzano \|\| style="text-align:left;" \| G. Battrick D. Lloyd     | —                                                                                | —         | —                                                                                     | —                                                                             | n.o.    | n.o.             |                  |
| 1971  | —                                                                             | —                                                                                    | 3e tour (1/16) Di Domenico \|\| style="text-align:left;" \| I. Molina J. Velasco    | 1er tour (1/32) Di Domenico \|\| style="text-align:left;" \| J. Cooper C. Dibley | —         | —                                                                                     | n.o.                                                                          | n.o.    |                  |                  |
| 1972  | —                                                                             | —                                                                                    | 1/8 de finale Pietrangeli \|\| style="text-align:left;" \| P. Cornejo J. Fillol     | 1er tour (1/32) Pietrangeli \|\| style="text-align:left;" \| Chanfreau G. Goven  | —         | —                                                                                     | n.o.                                                                          | n.o.    |                  |                  |
| 1973  | —                                                                             | —                                                                                    | 1er tour (1/32) Bertolucci \|\| style="text-align:left;" \| J. McManus A. Pattison  | —                                                                                | —         | —                                                                                     | —                                                                             | n.o.    | n.o.             |                  |
| 1974  | —                                                                             | —                                                                                    | 1er tour (1/32) Pietrangeli \|\| style="text-align:left;" \| Dominguez Naegelen     | 2e tour (1/16) Pietrangeli \|\| style="text-align:left;" \| J. Kodeš V. Zedník   | —         | —                                                                                     | n.o.                                                                          | n.o.    |                  |                  |
| 1975  | —                                                                             | —                                                                                    | 1/4 de finale Bertolucci \|\| style="text-align:left;" \| J. Gisbert M. Orantes     | 1/8 de finale I. Țiriac \|\| style="text-align:left;" \| G. Battrick G. Stilwell | —         | —                                                                                     | n.o.                                                                          | n.o.    |                  |                  |
| 1976  | —                                                                             | —                                                                                    | 1/8 de finale Bertolucci \|\| style="text-align:left;" \| P. Cornejo J. Fillol      | 1/8 de finale I. Țiriac \|\| style="text-align:left;" \| R. Lutz S. Smith        | —         | —                                                                                     | n.o.                                                                          | n.o.    |                  |                  |
| 1977  | —                                                                             | —                                                                                    | 1/4 de finale Bertolucci \|\| style="text-align:left;" \| B. Hewitt I. Năstase      | —                                                                                | —         | 2e tour (1/16) Pietrangeli \|\| style="text-align:left;" \| B. Prajoux Gildemeister   | —                                                                             | —       |                  |                  |
| 1978  | n.o.                                                                          | n.o.                                                                                 | 1er tour (1/32) Bertolucci \|\| style="text-align:left;" \| W. Fibak T. Okker       | —                                                                                | —         | —                                                                                     | —                                                                             | —       | —                |                  |
| 1979  | n.o.                                                                          | n.o.                                                                                 | 2e tour (1/16) Bertolucci \|\| style="text-align:left;" \| P. Dupré S. Smith        | —                                                                                | —         | —                                                                                     | —                                                                             | —       | —                |                  |
| 1980  | n.o.                                                                          | n.o.                                                                                 | 1/4 de finale Bertolucci \|\| style="text-align:left;" \| B. Manson B. Taróczy      | —                                                                                | —         | —                                                                                     | —                                                                             | —       | —                |                  |
| 1981  | n.o.                                                                          | n.o.                                                                                 | 1er tour (1/32) Bertolucci \|\| style="text-align:left;" \| Bengoechea M. Hocevar   | —                                                                                | —         | 1er tour (1/32) I. Năstase \|\| style="text-align:left;" \| S. Giammalva T. Giammalva | —                                                                             | —       |                  |                  |
| 1982  | n.o.                                                                          | n.o.                                                                                 | 1er tour (1/32) Bertolucci \|\| style="text-align:left;" \| Gildemeister B. Prajoux | —                                                                                | —         | —                                                                                     | —                                                                             | —       | —                |                  |
| 1983  | n.o.                                                                          | n.o.                                                                                 | —                                                                                   | —                                                                                | —         | —                                                                                     | —                                                                             | —       | —                | —                |
| 1984  | n.o.                                                                          | n.o.                                                                                 | —                                                                                   | —                                                                                | —         | —                                                                                     | 1er tour (1/32) I. Năstase \|\| style="text-align:left;" \| J. Jones K. Jones | —       | —                |                  |

N.B. : le nom du ou de la partenaire se trouve sous le résultat ; le nom des ultimes adversaires se trouve à droite.